# GLAAD Media Awards
Les GLAAD Media Awards sont des récompenses décernées par l'Alliance gaie et lesbienne contre la diffamation depuis 1990 afin de reconnaître et récompenser les œuvres, médias et personnalités pour leur rôle dans la représentation de la communauté LGBT.

## Catégories
- Meilleur film à large diffusion (Outstanding Film - Wide Release)
- Meilleur film en sortie limitée (Outstanding Film - Limited Release)
- Outstanding Documentary
- Outstanding Comedy Series
- Outstanding Drama Series
- Outstanding Kids and Family Programming
- Outstanding Individual Episode
- Outstanding TV Movie or Limited Series
- Outstanding Talk Show Episode
- Outstanding Daily Drama
- Outstanding Reality Program
- Outstanding TV Journalism – Newsmagazine
- Outstanding TV Journalism Segment
- Outstanding Newspaper – Overall Coverage
- Outstanding Newspaper Article
- Outstanding Newspaper Columnist
- Outstanding Magazine – Overall Coverage
- Outstanding Magazine Article
- Outstanding Digital Journalism Article
- Outstanding Digital Journalism – Multimedia
- Outstanding Blog
- Outstanding Music Artist
- Outstanding Comic Book
- Outstanding Video Game[1]
- Outstanding New York Theater – Broadway & Off-Broadway
- Outstanding New York Theater – Off-Off Broadway
- Outstanding Los Angeles Theater
- Special Recognition

## Prix spéciaux

### Davidson/Valentini Award
Ainsi appelé en mémoire de Craig Davidson, le premier directeur de GLAAD et de son compagnon Michael Valentini. Il est remis à San Francisco à une personne ouvertement gay ou lesbienne qui s'est particulièrement honorée dans la défense de la communauté LGBT.
Lauréats
- 2000 : Kathy Levinson[2]
- 2001 : Rob Epstein et Jeffrey Friedman[2]
- 2002 : Sandra Bernhard[2]
- 2003 : B. D. Wong[3]
- 2004 : Clive Barker[4]
- 2005 : Alec Mapa[5]
- 2006 : Ron Cowen et Daniel Lipman[6]

### Excellence in Media Award
Remis à New York à des personnes des industries médiatiques et de divertissement qui à travers leurs travaux ont accru la visibilité et la compréhension de la communauté LGBT.
Lauréats
- 2003 : Diane Sawyer
- 2004 : Julianne Moore
- 2005 : Billy Crystal
- 2006 : Amanda McKeon
- 2007 : Patti LaBelle
- 2009 : Tyra Banks

### Golden Gate Award
Récompense les professionnels des médias qui ont accru la visibilité et la compréhension de la communauté LGBT.
Lauréats
- 2003 : Stockard Channing
- 2004 : Megan Mullally
- 2005 : Jennifer Beals
- 2006 : Jennifer Tilly

### Stephen F. Kolzak Award
Ainsi appelé en l'honneur de Stephen F. Kolzak, un directeur de casting de Los Angeles qui a dévoué une grande part de sa vie à combattre les phobies liées au sida et à l'homophobie dans l'industrie du divertissement. Ce prix est remis à un membre ouvertement gay du divertissement ou des médias pour son travail consacré à lutter contre l'homophobie.
Lauréats
- 1991 : Stephen F. Kolzak (posthume)
- 1992 : Paul Monette et Lillian Faderman
- 1993 : Sir Ian McKellen
- 1994 : non-attribué
- 1995 : Pedro Zamora
- 1996 : non-attribué
- 1997 : Bruce Vilanch
- 1998 : Ellen DeGeneres
- 1999 : Melissa Etheridge et Julie Cypher
- 2000 : Anne Heche
- 2001 : Paris Barclay
- 2002 : Alan Ball
- 2003 : Todd Haynes
- 2004 : John Waters
- 2005 : Bill Condon
- 2006 : Melissa Etheridge
- 2007 : Martina Navrátilová
- 2008 : Rufus Wainwright
- 2016 : Ruby Rose
- 2017 : Troye Sivan

### Vito Russo Award
Ainsi appelé en mémoire de Vito Russo, auteur notamment de The Celluloid Closet, est remis chaque année à un membre, ouvertement gay, du divertissement ou des médias, pour ses contributions remarquables à combattre l'homophobie.
Lauréats
- 2002 : Nathan Lane
- 2003 : Rosie O'Donnell
- 2004 : Cherry Jones
- 2005 : Alan Cumming
- 2006 : David LaChapelle
- 2007 : Tom Ford
- 2011 : Ricky Martin

## Éditions

### 13eGLAAD Media Awards2002

#### Meilleur film à large diffusion
- Le Mexicain (The Mexican)

### 14eGLAAD Media Awards2003

#### Meilleur film en sortie limitée
- 8 femmes

### 18eGLAAD Media Awards2006

#### Meilleur film à large diffusion
- V pour Vendetta

### 20eGLAAD Media Awards2009
Les récompenses attribuées à Los Angeles le 18 avril 2009 sont :
- Vanguard Award : Kathy Griffin
- Stephen F. Kolzak Award : The Rt. Rev. V. Gene Robinson
- Special Recognition : The L Word (Showtime)  (reçu par Ilene Chaiken)
- Special Recognition : Prop 8: The Musical (FunnyorDie.com)  (reçu par le réalisateur Adam Shankman)
- Meilleur film à large diffusion : Harvey Milk (Focus Features)  (reçu par Gus Van Sant et le scénariste Dustin Lance Black)
- Outstanding Comedy Series : Desperate Housewives (ABC)  (reçu par Marc Cherry)

### 21eGLAAD Media Awards2010

#### Meilleur film à large diffusion
- I Love You, Man

### 31eGLAAD Media Awards2020

#### Meilleur film à large diffusion
- Downton Abbey

### 33eGLAAD Media Awards2022

#### Meilleur film à large diffusion
- Les Éternels (Eternals)

### 34eGLAAD Media Awards2023

#### Meilleur film à large diffusion
- Scream